# 262 av. J.-C.
Cette page concerne l'année 262 av. J.-C. du calendrier julien proleptique.

## Événements
- 22 mars (21 avril du calendrier romain) : début à Rome du consulat de Lucius Postumius Albinus Megellus et Quintus Mamilius Vitulus[1].
- Juin[1] : les deux consuls assiègent Agrigente, principale base punique au sud de la Sicile, défendue par Hannibal, fils de Giscon. Hannibal obtient quelques succès lors de sorties subites contre les assiégeants, atteignant même le camp romain, mais est affamé par cinq mois de blocus[2].
- Octobre[1] : Hannon, débarqué à Lilybée avec une armée comprenant des éléphants, occupe Héracléa Minoa, prend Herbessus pour couper le ravitaillement des Romains, puis avance pour secourir Agrigente ; il est finalement battu à la fin de l'année ou au début de 261 av. J.-C. Hannibal parvient à quitter Agrigente dans la confusion et Agrigente tombe aux mains des Romains[2]. Réduite à la possession de quelques ports en Sicile, Carthage s’en tient à la défensive sur terre et concentre ses efforts sur mer pour couper l’armée romaine de Sicile de ses bases et ruiner le commerce en Italie.

- En Asie Mineure, à la suite de sa victoire à Sardes sur l'armée séleucide, Eumène Ier déclare Pergame indépendante[3]. Il fonde le quatrième royaume hellénistique de la région (fin en 133 av. J.-C.) et règne jusqu'en 241 av. J.-C.

## Naissances
- Apollonios de Perga (date approximative)

## Décès en 262 av. J.-C.
- Philémon, au Pirée, poète comique peut-être né à Syracuse en 361 av. J.-C..
- Zénon de Citium à Athènes, fondateur du stoïcisme (né en 335 av. J.-C.).